# Special Olympics Rumänien
Special Olympics Rumänien (englisch: Special Olympics Romania) ist der rumänische Verband von Special Olympics International. Sein Ziel ist die Förderung von Sport für Menschen mit geistiger Beeinträchtigung und die Sensibilisierung der Gesellschaft für diese Mitmenschen. Außerdem betreut er die rumänischen Athletinnen und Athleten bei den Special Olympics Wettkämpfen.

## Geschichte
Special Olympics Rumänien wurde 1994 mit Sitz in Bukarest gegründet.

## Aktivitäten
2019 waren 27.665 Athletinnen, Athleten und Unified Partner sowie 1.260 Trainer bei Special Olympics Rumänien registriert.
Der Verband nahm 2021 an den Programmen Athlete Leadership, Youth Leadership, Young Athletes, Healthy Communities, Family Support Network, Unified Schools, Unified Champion Schools und Unified Sports teil, die von Special Olympics International ins Leben gerufen worden waren.

### Sportarten
Folgende Sportarten wurden 2021 vom Verband angeboten:
- Badminton (Special Olympics)
- Basketball (Special Olympics)
- Boccia (Special Olympics)
- Eiskunstlauf (Special Olympics)
- Eisschnelllauf
- Fußball (Special Olympics)
- Judo
- Leichtathletik (Special Olympics)
- Roller Skating (Special Olympics)
- Schneeschuhlaufen (Special Olympics)
- Ski Alpin (Special Olympics)
- Skilanglauf (Special Olympics)
- Schwimmen (Special Olympics)
- Tennis (Special Olympics)
- Tischtennis (Special Olympics)
- Turnen (Special Olympics)

### Teilnahme an Weltspielen vor 2020
(Quelle:)
- 2005 Special Olympics World Winter Games, Nagano, Japan (3 Athletinnen und Athleten)
- 2007 Special Olympics World Summer Games, Shanghai, China (31 Athletinnen und Athleten)
- 2009 Special Olympics World Winter Games, Boise, USA (14 Athletinnen und Athleten)
- 2011 Special Olympics World Summer Games, Athen (27 Athletinnen und Athleten)
- 2013 Special Olympics World Winter Games, PyeongChang, Südkorea (10 Athletinnen und Athleten)
- 2015 Special Olympics World Summer Games, Los Angeles, USA (22 Athletinnen und Athleten)
- 2017 Special Olympics World Winter Games, Graz-Schladming-Ramsau, Österreich (16 Athletinnen und Athleten)
- 2019 Special Olympics, World Summer Games, Abu Dhabi (34 Athletinnen und Athleten)

### Teilnahme an Weltspielen nach 2023
- 2025 Special Olympics World Winter Games, Turin, Italien (22 Athletinnen und Athleten)[2]

## Teilnahme an den Special Olympics World Summer Games 2023 in Berlin
Special Olympics Rumänien beteiligte sich an den Special Olympics World Summer Games 2023. Die Delegation wurde vor den Spielen im Rahmen des Host Town Program von Bayreuth betreut. Sie bestand aus 49 Athletinnen und Athleten, Trainern sowie Betreuern. Das Team gewann bei diesen Weltspielen 18 Gold-, 17 Silber- und 7 Bronzemedaillen.